# Banksia croajingolensis
Banksia croajingolensis är en tvåhjärtbladig växtart som beskrevs av Molyneux & Forrester. Banksia croajingolensis ingår i släktet Banksia och familjen Proteaceae. Inga underarter finns listade i Catalogue of Life.